# 桑の実プロ
桑の実プロ（くわのみプロ）は、日本のラジオ番組制作プロダクション。
民放ラジオ局の開局が相次いでいた時期、1960年（昭和35年）に設立。主に地方の民間ラジオ放送局に制作番組を配給している。

## 制作番組
- ハッピーガーデニング
- 歌謡博物館
- 奥寺康彦のキック&トーク
- 小森まなみのPop'n!パジャマシリーズ（キー局：東北放送）
- 情報ワンダーランド
- ラジオおもしろデータバンク（担当：八代駿）
- 山寺宏一のGAP SYSTEM （キー局：東海ラジオ）
- ライフインスポーツ（キー局：エフエム山陰、担当：稲田茂）
- 橋本潮の浪漫コレクション
- マイペット・マイライフ
- 美味しく食べてヘルスケア
- てんや・わんやの「歌謡曲」
- 世界の街から（NHK）[3]
- 5分ジャーナル[3]
- 心のともしび[3]
- 耳で聞く映画の時間[3]
- 英会話一分レッスン[3]
- モーニングカフェ[3]
- 日本の叙情歌[3]